# Cinteteo
Les Cinteteo dans la mythologie aztèque sont les dieux des épis de maïs, lesquels sont appelés Iztaccinteotl, Tlatlauhcacinteotl, Cozauhcacinteotl, Yayauhcacinteotl. Leur mère est la déesse Centeotl. 